# Chieulles
Chieulles és un municipi francès, situat al departament del Mosel·la i a la regió del Gran Est. L'any 2007 tenia 381 habitants.

## Demografia

### Població
El 2007 la població de fet de Chieulles era de 381 persones. Hi havia 128 famílies, de les quals 16 eren unipersonals (12 homes vivint sols i 4 dones vivint soles), 36 parelles sense fills, 60 parelles amb fills i 16 famílies monoparentals amb fills.
La població ha evolucionat segons el següent gràfic:
Habitants censats

### Habitatges
El 2007 hi havia 143 habitatges, 135 eren l'habitatge principal de la família, 5 eren segones residències i 3 estaven desocupats. Tots els 142 habitatges eren cases. Dels 135 habitatges principals, 130 estaven ocupats pels seus propietaris, 4 estaven llogats i ocupats pels llogaters i 1 estava cedit a títol gratuït; 1 tenia dues cambres, 5 en tenien tres, 12 en tenien quatre i 117 en tenien cinc o més. 121 habitatges disposaven pel capbaix d'una plaça de pàrquing. A 44 habitatges hi havia un automòbil i a 89 n'hi havia dos o més.

### Piràmide de població
La piràmide de població per edats i sexe el 2009 era:
| Homes | Edats   | Dones |
| ----- | ------- | ----- |
| 0     | 95 o +  | 0     |
| 0     | 90 a 94 | 0     |
| 0     | 85 a 89 | 4     |
| 0     | 80 a 84 | 4     |
| 4     | 75 a 79 | 0     |
| 0     | 70 a 74 | 0     |
| 4     | 65 a 69 | 4     |
| 12    | 60 a 64 | 4     |
| 12    | 55 a 59 | 8     |
| 12    | 50 a 54 | 16    |
| 16    | 45 a 49 | 24    |
| 28    | 40 a 44 | 24    |
| 4     | 35 a 39 | 20    |
| 8     | 30 a 34 | 8     |
| 4     | 25 a 29 | 0     |
| 4     | 20 a 24 | 4     |
| 24    | 15 a 19 | 12    |
| 16    | 10 a 14 | 20    |
| 16    | 5 a 9   | 20    |
| 16    | 0 a 4   | 8     |

## Economia
El 2007 la població en edat de treballar era de 269 persones, 202 eren actives i 67 eren inactives. De les 202 persones actives 194 estaven ocupades (99 homes i 95 dones) i 8 estaven aturades (3 homes i 5 dones). De les 67 persones inactives 18 estaven jubilades, 36 estaven estudiant i 13 estaven classificades com a «altres inactius».

### Ingressos
El 2009 a Chieulles hi havia 136 unitats fiscals que integraven 387 persones, la mediana anual d'ingressos fiscals per persona era de 23.538 €.

### Activitats econòmiques
Dels 7 establiments que hi havia el 2007, 2 eren d'empreses de construcció, 1 d'una empresa de transport, 1 d'una empresa immobiliària, 2 d'empreses de serveis i 1 d'una entitat de l'administració pública.
Dels 3 establiments de servei als particulars que hi havia el 2009, 1 era un guixaire pintor, 1 lampisteria i 1 agència immobiliària.
L'any 2000 a Chieulles hi havia 3 explotacions agrícoles.

## Poblacions més properes
El següent diagrama mostra les poblacions més properes.